# 미첼 파이겐바움

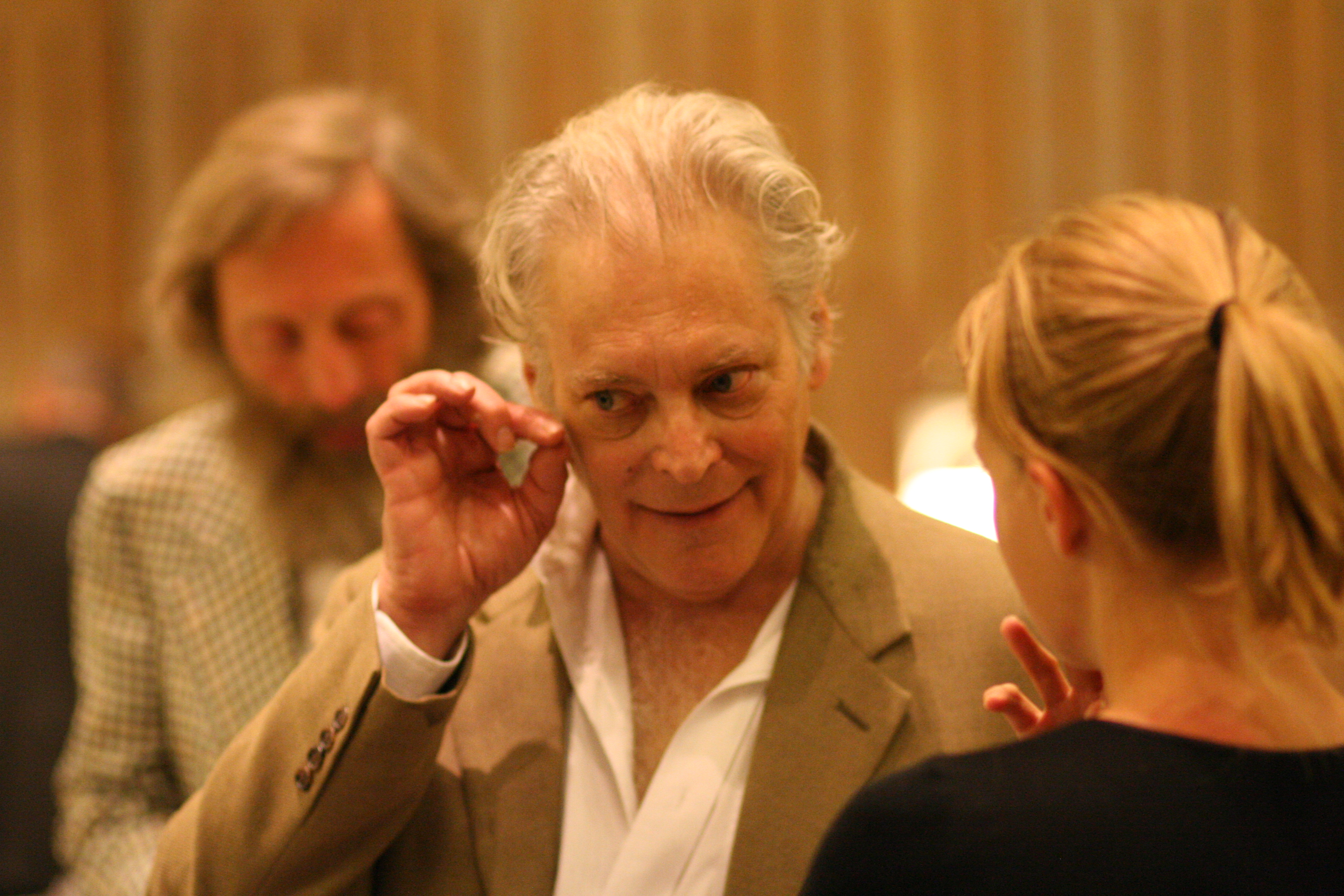
2006년의 미첼 파이겐바움

미첼 파이겐바움(Mitchell Jay Feigenbaum, 1944년 12월 19일 ~ 2019년 6월 30일)은 미국 필라델피아에서 태어난 수리물리학자로 파이겐바움 상수의 발견을 포함하여 카오스 이론의 선구자이다.

## 생애
파이겐바움은 미국 펜실베니아주 필라델피아의 폴란드와 우크라이나에서 온 유대인 이민자 가정에서 태어났다. 뉴욕 브루클린의 새뮤얼 틸든 고등학교와 뉴욕 시티칼리지를 졸업하고, 1964년 매사추세츠 공과대학교 대학원에 들어갔다. 이후 자신의 전공을 전기공학에서 물리학으로 변경했고, 1970년 프랜시스 로(Francis E. Low) 교수의 지도 아래 분산 관계에 관한 논문으로 박사 학위를 받았다.
코넬 대학교(1970~1972년)와 버지니아 폴리테크닉 주립 대학교(1972~1974년)에서 잠시 머무른 후 뉴멕시코주 로스앨러모스 국립 연구소에서 난류 연구를 위한 장기 연구직을 제안받았다. 난류 유동에 관한 완성된 이론을 확립하지는 못했지만 이 연구를 통해 파이겐바움은 카오스 사상을 연구하게 되었다. 1983년 맥아더 펠로우쉽을 받았고, 1986년 록펠러대학교 동료 앨버트 립차버와 함께 "혼돈 이론의 체계적인 연구를 가능하게 하는 비선형계의 보편적인 특성을 보여주는 선구적인 이론적 연구"를 한 공로로 울프 물리학상을 수상했다. 이후 스크립스 연구소 이사회의 일원이 되었고, 1986년부터 사망할 때까지 록펠러대학교의 수리물리학 연구소 토요타 교수직을 지냈다.
2019년 6월 30일, 74세의 나이로 사망했다.

## 같이 보기
- 에드워드 노턴 로렌즈
- 마스턴 모스
- 나비효과
- 푸앵카레-벤딕손 정리
- 로지스틱 사상(로지스틱 맵)